# Charles Lavigne
Pour les articles homonymes, voir Lavigne.
Charles Lavigne, né à Lormaye (Eure-et-Loir) le 17 mai 1944 et mort à Paris le 17 juin 2005, est un architecte français connu pour la réalisation de ponts.

## Biographie
Charles Lavigne suit des études d’architecte à l’École nationale supérieure des beaux-arts de Paris, où il est diplômé au mois de janvier 1969. Tout juste marié, il part au Maroc de 1969 à 1971 en tant que coopérant et travaille sur l’étude et la réalisation de lycées en Algérie. À son retour, il intègre l’agence d’Auguste Arsac, et devient rapidement l’architecte responsable de la section « Ouvrages d’art ».
En 1984, Charles Lavigne crée sa propre structure. Il est conférencier à l’École nationale des ponts et chaussées et à l’École spéciale des travaux publics. Il travaille en 1995 sur le pont de Normandie avec son ami l’ingénieur Michel Virlogeux.
Il devient coprésident de l’Association française de génie civil (AFGC) en 2003. La même année, il crée la SARL « Architecture et Ouvrages d’art » avec l'architecte ingénieur Thomas Lavigne son fils et son collaborateur Christophe Cheron.

## Réalisations et récompenses

### Réalisations de son vivant
- 1977 : Viaduc de Neuilly-Plaisance et pont sur la Marne de la ligne A du RER à l'agence d'Auguste Arsac
- 1987 : viaduc de la Chiers à Longwy
  - Prix européen de la construction métallique en 1987
- 1988 : pont de l'île de Ré
- 1991 : pont Chateaubriand sur la Rance
- 1992 : Pont-canal de Carentan
- 1995 : le pont de Normandie
  - prix 1998 de la Fédération internationale de la précontrainte FIP au congrès d’Amsterdam
- 1998 : le pont Vasco de Gama à Lisbonne
- 2000 : le viaduc de Pont Salomon en Haute Loire
- 2001 : le viaduc de Ventabren pour la LGV Méditerranée
- 2001 : le viaduc du Pays de Tulle pour l'A89
- 2003 : le pont tournant du Franc-Moisin à Saint-Denis (Seine-Saint-Denis)
- 2004 : le viaduc de l’Anguienne

### Réalisations posthumes
Plusieurs ouvrages d’envergure qu’il a conçus au début du XXIe siècle n’ont pas été réalisés de son vivant :
- le « ponte da Leziria (en) » à 30 km au nord de Lisbonne au Portugal, pont de 11,6 km de long a été inauguré le 8 juillet 2007 ;
- le pont de Térénez, pont à haubans courbe sur la presqu’île de Crozon livré le 16 avril 2011 ;
- le pont Jacques-Chaban-Delmas à Bordeaux, record d’Europe des ponts levants livré en mars 2013 et conçu avec son fils Thomas Lavigne[1].

### Autres récompenses
- prix des ouvrages métalliques en 1990 pour le viaduc de Charix (voir viaduc de Nantua) sur l'A40 ;
- lauréat des rubans d’or en 1991, 1993, 1995, 1997, 1999 et 2002.